# Tom Vernon
Fin man som tycker om sina hästar